# Grundy (Virgínia)
Grundy é uma cidade  localizada no estado norte-americano de Virginia, no Condado de Buchanan.

## Demografia
Segundo o censo norte-americano de 2000, a sua população era de 1105 habitantes.
Em 2006, foi estimada uma população de 990, um decréscimo de 115 (-10.4%).

## Geografia
De acordo com o United States Census Bureau tem uma área de
13,1 km², dos quais 13,1 km² cobertos por terra e 0,0 km² cobertos por água. Grundy localiza-se a aproximadamente 425 m acima do nível do mar.

## Localidades na vizinhança
O diagrama seguinte representa as localidades num raio de 28 km ao redor de Grundy.